# إسحاق كووي
إسحاق كووي هو سياسي كندي، ولد في 18 نوفمبر 1848، وتوفي في 18 مايو 1917.